# Báscones del Agua
Báscones del Agua es un núcleo de población español del municipio de Quintanilla del Agua y Tordueles, perteneciente a la provincia de Burgos, en la comunidad autónoma de Castilla y León.

## Toponimia
El lugar puede encontrarse referido como Báscones del Agua y Báscones.

## Historia
Hacia mediados del siglo XIX, el lugar era referido como una granja perteneciente al marqués de Lorca. Aparece descrito en el cuarto volumen del Diccionario geográfico-estadístico-histórico de España y sus posesiones de Ultramar de Pascual Madoz con las siguientes palabras:

BASCONES: granja perteneciente al señor marqués de Lorca, en la prov. de Burgos, part. jud. de Lerma; sit. en llano á 1/2 cuarto y márg. der. del r. Arlanza; tiene una casa y 3 pajares, una igl. parr. bajo la advocacion de San Miguel, servida por un beneficiado de la clase de patrimoniales, y una fuente á sus inmediaciones de muy buenas aguas; confina, N. con el monte titulado Bardal de Lerma, E. Quintanilla del Agua, S. r. Arlanza y O. Santillán y Sta. Inés; el terreno es en su mayor parte flojo, ninguno hay de primera calidad, y solo se cultivan como unas 170 fan. cada año por los vec. de Quintanilla del Agua; no tiene mas arbolado que una pequeña alameda y un monte encinar de 1/2 leg. de circunferencia que se halla á la parte del N., el cual forma cord. con el de Santa Ines, Quintanilla del Agua y Puentedura, hasta enlazase con la Barga de Covarrubias; por el Mediodia baña su térm. el r. Arlanza que le divide del de Castrillo de Solarana: la produccion que mas abunda en ella es la de centeno, haciéndose ademas una cosecha de 300 fan. de todas especies de granos: en el r. se crian anguilas, truchas, cachos, bogas y bermejas, y sus aguas dan movimiento á 2 ruedas de molino harinero; su pobl. consiste en solo 1 vec., á cuyo cuidado está la granja; los vec. de Quintanilla del Agua pagan de renta 100 fan. mediadas de trigo y cebada por la tierra de pan llevar, y 4,000 reales por el pasto y el monte, satisfaciendo tambien un particular 3,000 rs. por el molino y una huerta que tiene contigua.
(Madoz, 1846, p. 66)

En la actualidad, pertenece al municipio de Quintanilla del Agua y Tordueles. En 2023, el núcleo de población de Báscones del Agua, encuadrado dentro de la entidad singular de Quintanilla del Agua, tenía empadronados 17 habitantes.